# Advanced Pico Beena
 (octobre 2019).
Si vous disposez d'ouvrages ou d'articles de référence ou si vous connaissez des sites web de qualité traitant du thème abordé ici, merci de compléter l'article en donnant les références utiles à sa vérifiabilité et en les liant à la section « Notes et références ».
L'Advanced Pico Beena, aussi connue sous le nom Beena, est une console de jeux vidéo éducative conçue par Sega et sortie le 6 août 2005 au Japon. Destinée aux enfants en bas âge, la Beena propose d'apprendre tout en jouant.
La console succède à la Pico, elle gagne plusieurs ajouts par rapport à son ainée, dont la possibilité de jouer sans téléviseur, des graphismes et des effets sonores améliorés, l'utilisation d'un second stylo et deux pavés tactiles pour jouer à deux, et l'option de sauvegarder sa progression sur une carte SD vendue séparément.

## Historique
Pour célébrer le cinquième anniversaire de la console en 2010, de courtes vidéos du gameplay de chaque jeu sorti cette année-là entre mars et décembre sont mises en avant sur le site officiel.

## Jeux
| Titre | Année                  | Développeur | Éditeur                                           |
| --- | ---------------------- | ----------- | ------------------------------------------------- |
| Bīnataun e yōkoso (ビーナタウンへようこそ) | 2005                   |             | Sega Toys                                         |
| Partner in TV! O-uchi ni wan-chan ga yattekita ♪ (Partner in TV！おうちにわんちゃんがやってきた♪) | 2005                   |             | Sega Toys                                         |
| Futari wa Pretty Cure Max Heart (ふたりはプリキュアMaxheart) | 2005                   |             | Bandai                                            |
| Soreike! Anpanman hajimete kaketa yo! Oboeta yo! Hiragana katakana ~gojūon bōdo kinō-tsuki~ (それいけ！アンパンマン はじめてかけたよ！おぼえたよ！ひらがな・カタカナ～50音ボード機能つき～)                                        | 2005                   |             | Sega Toys                                         |
| Kazoku min'na no nōryoku torēnā (家族みんなの脳力トレーナー) | 2005                   |             | Sega Toys                                         |
| Doraemon tanoshiku o-keiko hiragana katakana (ドラえもん たのしくおけいこ ひらがな・カタカナ) | 2005                   |             | Shogakukan                                        |
| The Powerpuff Girls kiseki no bani (美書女戦士セーラームーン 奇跡のバニー) | 2005                   |             | Cartoon Network/Shin-Ei Animation/TV Asahi/Bandai |
| Pocket Monsters Advanced Generation pokemon sūji batoru!! (ソフト ポケットモンスター アドバンスジェネレーション ポケモンすうじバトル!!)                                                                                            | 2005                   |             | Nintendo/Game Freak/TV Tokyo/ShoPro/JR Kikaku     |
| Shoku Iku shirīzu 1 Soreike! Anpanman: sukikirainai ko genki na ko! (食育シリーズ 1 それいけ！アンパンマン すききらいないこ げんきなこ！)                                                                                          | 2005                   |             | Sega Toys                                         |
| Meitantei Conan kanzen suiri! Sū to zukei no nazo (名探偵コナン 完全推理！数と図形の謎) | 2005                   |             | Sega Toys                                         |
| Gēmu ga ippai kikansha Thomas (ゲームがいっぱい きかんしゃトーマス) | 2005, 2010 (réédition) |             | Bandai                                            |
| Kōchū ōja Mushiking ~ mori no tami no densetsu ~ minna de tanken! Kabutomushi no mori (甲虫王者ムシキング ～森の民の伝説～ みんなでたんけん！甲虫の森)                                                                             | 2005                   |             | Sega Toys                                         |
| Doraemon tanoshii en seikatsu yōchien hoikuen (ドラえもん たのしい えんせいかつ ようちえん・ほいくえん) | 2005                   |             | Shogakukan                                        |
| Oshare Majo: Love and Berry kyūto ni oshare ♥ (オシャレ魔女 ラブ and ベリー キュートにオシャレ♥) | 2005                   |             | Sega                                              |
| Narumiya mezopiano oshare & ressun (ナルミヤ メゾピアノ おしゃれ&レッスン) | 2006                   |             | Sega Toys                                         |
| Sen'yō ehon sofuto Futari wa Pretty Cure Splash Star (専用絵本ソフト ふたりはプリキュアスプラッシュスター) | 2006                   |             | Bandai                                            |
| Tomika de asobou! (トミカであそぼう!) | 2006                   |             | Sega Toys                                         |
| Cinnamoroll kafe shinamon de o-tetsudai (シナモロール カフェ・シナモンでおてつだい) | 2006                   |             | Sanrio                                            |
| Pointo gakushū 10 masu keisan (ポイント学習 10マスけいさん) | 2006                   |             | Sega Toys                                         |
| Pointo gakushū tokei (ポイント学習 とけい) | 2006                   |             | Sega Toys                                         |
| Nihongo de asobo (にほんごであそぼ) | 2006                   |             | Gakken                                            |
| Pointo gakushū kakijun (ポイント学習 かきじゅん) | 2006                   |             | Sega Toys                                         |
| Kabutomushi ōja Mushiking nebu-hakase to kazu katachi ni charenji! (甲虫王者ムシキング ネブ博士とかず・かたちにチャレンジ！) | 2006                   |             | Sega                                              |
| Doraemon chinō daikaihatsu! Wakuwaku gēmu rando (ドラえもん 知能大開発！ わくわく ゲームランド) | 2006                   |             | Shogakukan                                        |
| Shimajirō no Eigo akutibiti ehon ABC pāku de asobō! (しまじろうのえいごアクティビティえほん ABCパークであそぼう！) | 2006                   |             | Benesse Corporation                               |
| Gōgōsentai boukenjā kazu to katachi o oboeyou! (轟轟戦隊ボウケンジャーかずとかたちをおぼえよう!) | 2006                   |             | Bandai                                            |
| Chi'iku doriru Oshare Majo: Love and Berry moji kazu chie asobi (知育ドリル オシャレ魔女 ラブ and ベリー もじ・かず・ちえあそび)                                                                                                   | 2007                   |             | Sega                                              |
| Gen'eki Tōdai-sei ga tsukutta! 'Dekiru ko ni naru seikatsu shūkan doragon sakurayōji-hen' ~1000-nin no Tōdai-sei o tettei bunseki~ (現役東大生がつくった！「できる子になる生活習慣 ドラゴン桜幼児編」～1000人の東大生を徹底分析～) | 2007                   |             | Kōdansha                                          |
| Sofuto oden-kun oden mura no tanoshii na kama-tachi (ソフト おでんくん おでんむらのたのしいなかまたち) | 2007                   |             | Sega Toys                                         |
| Sofuto Pururun~tsu! Shizuku-chan asonde tanoshiku nō-ryoku appu (ソフト ぷるるんっ!しずくちゃん あそんでたのしく脳力アップ) | 2007                   |             | Sega Toys                                         |
| Taiko no tatsujin ongaku ressun (太鼓の達人 おんがくレッスン) | 2007                   |             | NBGI                                              |
| Chi'iku doriru Pocket Monsters Diamond Peral moji kazu chie asobi (知育ドリル ポケットモンスター ダイヤモンド・パール もじ・かず・ちえあそび)                                                                                      | 2007                   |             | Nintendo/Game Freak/TV Tokyo/ShoPro/JR Kikaku     |
| MEET BUB Babu to Eigo tanken (MEET BUB バブとえいごたんけん) | 2010                   |             | Moonshoot Inc.                                    |
| Soreike! Anpanman wakuwaku Eigo gēmu! (それいけ！アンパンマン わくわくえいごゲーム！) | 2011                   |             | Sega Toys                                         |
| Suite Pretty Cure ♪ happī oshare hāmonī (スイートプリキュア♪ハッピーおしゃれハーモニー☆) | 2011                   |             | Bandai                                            |

## Jeux sur carte SD
| Titre | Année | Développeur | Éditeur                                       |
| --- | ----- | ----------- | --------------------------------------------- |
| Anpanman no wakuwaku gēmu oekaki (アンパンマンのわくわくゲームおえかき)                                                                                | 2007  |             | Sega Toys                                     |
| Omoiyari o hagukumu katarikake ehon Miffy to asobō utaō (思いやりをはぐくむ語りかけ絵本 ミッフィーとあそぼう・うたおう)                                | 2007  |             | Sega Toys                                     |
| Disney tanoshii oekaki o-mise-ya-san o tsukutchaō! (ディズニーたのしいおえかき おみせやさんをつくっちゃおう！)                                         | 2008  |             | Sega Toys                                     |
| 1-Nichi 10-fun de e ga jōzu ni kakeru bīna (1日10分でえがじょうずにかけるビーナ)                                                                       | 2008  |             | Sega Toys                                     |
| Hello Kitty no hiragana katakana o-namae kaitemiyō! (ハローキティのひらがな・カタカナ・おなまえかいてみよう！)                                         | 2008  |             | Sanrio                                        |
| Engine Sentai Go-onger mahha de oboeru! Aiueo!! (炎神戦隊ゴーオンジャー マッハでおぼえる！あいうえお！！)                                              | 2008  |             | Bandai                                        |
| Yes! PreCure 5 Lovelove☆ hiragana ressun (Yes！プリキュア5GoGo！lovelove☆ひらがなレッスン)                                                             | 2008  |             | Bandai                                        |
| Kamen Rider Kiva hiragana sūji chie batoru!! (仮面ライダーキバ ひらがな・すうじ・ちえバトル！！)                                                       | 2008  |             | Bandai                                        |
| Anpanman o sagase! (アンパンマンをさがせ！) | 2009  |             | Sega Toys                                     |
| Samurai Sentai Shinkenger batoru ga ippai! Iza mairu! (侍戦隊シンケンジャー バトルがいっぱい！いざ参る！)                                              | 2009  |             | Bandai                                        |
| Issho ni henshin ♥ Fresh Pretty Cure (いっしょにへんしん♥ フレッシュプリキュア！)                                                                      | 2009  |             | Bandai                                        |
| Pocket Monsters Diamond Peral pokemon o sagase! Meiro de daibōken! (ポケットモンスター ダイヤモンド・パール ポケモンをさがせ！ めいろでだいぼうけん！) | 2009  |             | Nintendo/TV Tokyo/ShoPro/Sega Toys/Game Freak |
| Doraemon wakuwaku sekai isshū gēmu ~asonde oboeru chizu kokki~ (ドラえもん わくわく世界一周ゲーム ～あそんでおぼえる地図・国旗～)                      | 2010  |             | Shogakukan                                    |
| Tensou Sentai Goseiger sūpā batoru daishūgō! (天装戦隊ゴセイジャー スーパーバトル大集合！)                                                             | 2010  |             | Bandai                                        |
| Oshare ni henshin★ HeartCatch PreCure!(おしゃれにへんしん★ハートキャッチプリキュア！)                                                                  | 2010  |             | Bandai                                        |
| Pocket Monsters Best Wishes chinō ikusei pokemon daiundōkai (ポケットモンスター ベストウイッシュ 知能育成 ポケモン大運動会)                            | 2010  |             | Nintendo/TV Tokyo/ShoPro/Sega Toys/Game Freak |

## Jeux avec accessoires spéciaux
| Titre | Année | Développeur | Éditeur       |
| --- | ----- | ----------- | ------------- |
| GO! GO! Adobansu doraibu ~muttsu no mashin ni chōsen da!~ (GO!GO!アドバンスドライブ~6つのマシンに挑戦だ!~)                                              | 2005  |             | Sega Toys     |
| Soreike! Anpanman kādo de tanoshiku ♪ ABC (それいけ！アンパンマン カードでたのしく♪ABC)                                                                 | 2006  |             | Sega Toys     |
| Pashahto henshin byūtī akademī (パシャッとへんしん ビューティーアカデミー)                                                                              | 2006  |             | Sega Toys     |
| Densha daishūgō! Kādo de asobō (電車大集合！カードであそぼう)                                                                                           | 2007  |             | Sega Toys     |
| Kukkingu bīna ~ oryōri dekichatta!~ (クッキングビーナ ～おりょうりできちゃった！～)                                                                     | 2007  |             | Sega Toys     |
| Kodai ōja Dinosaur King D kizzu adobenchā dino surasshu! Kyōryū batoru!! (古代王者 恐竜キング Dキッズ・アドベンチャー ディノスラッシュ！恐竜バトル！！) | 2008  |             | Sega          |
| Oshare bīna o-mise de kisekae meiku heakatto (おしゃれビーナ おみせで きせかえ・メイク・ヘアカット)                                                     | 2008  |             | Sega Toys     |
| Soreike! Anpanman dokidoki! Resukyū doraibu ~ kānabi-tsuki ~ (それいけ！アンパンマン どきどき！レスキュードライブ～カーナビつき～)                      | 2009  |             | Sega Toys     |
| Soreike! Anpanman o mise ga ippai! TV de oryōri tsukutchao (それいけ！アンパンマン おみせがいっぱい！TVでおりょうりつくっちゃお)                        | 2009  |             | Sega Toys     |
| Disney tanoshii obenkyō shirīzu (1) maiku de kantan ABC ♪                                                                                               | 2009  |             | Disney        |
| Shūtingu Bīna Toy Story 3 Woody to Buzz no daibōken! (シューティングビーナ トイ・ストーリー3 ウッディとバズの大冒険！)                                  | 2010  |             | Disney/ Pixar |
| Cars 2 rēshingu bīna mezase! Wārudochanpion! (カーズ2レーシングビーナめざせ！ワールドチャンピオン！)                                                    | 2011  |             | Disney/ Pixar |